# 오자키 유시
오자키 유시(일본어: 尾﨑 勇史, 1969년 3월 24일 ~ )는 일본의 전 축구 선수이다.

## 구단 경력
과거 주빌로 이와타, 아비스파 후쿠오카, 산프레체 히로시마에서 활동하였다.